# شناز تراسوری
شناز تراسوری (به انگلیسی: Shenaz Treasury) بازیگر هندی است.
از فیلم‌هایی که وی در آن نقش داشته است می‌توان به دهلی بلی، کالاکندی، عشق عاشقانه و پایان عشق اشاره کرد.